# NGC 2820
NGC 2820 est une galaxie spirale barrée vue par la tranche et située dans la constellation de la Grande Ourse. NGC 2820 a été découverte par l'astronome germano-britannique William Herschel en 1791. Cette galaxie a aussi été observée par l'astronome britannique John Herschel le 30 mars 1832 et elle a été inscrite au New General Catalogue sous la cote NGC 2816.

## Caractéristiques
Sa vitesse par rapport au fond diffus cosmologique est de 1 680 ± 9 km/s, ce qui correspond à une distance de Hubble de 24,8 ± 1,7 Mpc (∼80,9 millions d'al).
À ce jour, une quinzaine de mesures non basées sur le décalage vers le rouge (redshift) donnent une distance de 28,193 ± 6,434 Mpc (∼92 millions d'al), ce qui est à l'intérieur des valeurs de la distance de Hubble. Notons cependant que c'est avec la valeur moyenne des mesures indépendantes, lorsqu'elles existent, que la base de données NASA/IPAC calcule le diamètre d'une galaxie et qu'en conséquence le diamètre de NGC 2820 pourrait être d'environ 33,9 kpc (∼111 000 al) si on utilisait la distance de Hubble pour le calculer.
La classe de luminosité de NGC 2820 est III et elle présente une large raie HI. NGC 2820 est une galaxie dont le noyau brille dans le domaine de l'ultraviolet.

### Émission de radiation ultraviolette
Elle est inscrite dans le catalogue de Markarian sous la cote Mrk 108 (MK 108).

## Paire de galaxies en interaction
La galaxie IC 2458 située près de la bordure sud-ouest de NGC 2820 sont à peu près à la même distance de la Voie lactée et comme on peut le voir sur l'image de l'étude SDSS elles sont en interaction gravitationnelle.

## Groupe de NGC 2805
NGC 2820 ainsi que les galaxies NGC 2805, NGC 2814 et NGC 2880, cette dernière étant indiquée sur le site « Un Atlas de l'Univers », forment le groupe de NGC 2805. Il faut évidemment ajouter à ce groupe la galaxie IC 2458. IC 2458 est d'ailleurs indiquée comme faisant partie du groupe dans l'article d'A.M. Garcia paru en 1993.